# Féodalisme
 (avril 2025).
 (mars 2025).
Si vous disposez d'ouvrages ou d'articles de référence ou si vous connaissez des sites web de qualité traitant du thème abordé ici, merci de compléter l'article en donnant les références utiles à sa vérifiabilité et en les liant à la section « Notes et références ».
 (mars 2025).
Le terme féodalisme (du latin feudum, « fief »), apparu au XIXe siècle, désigne le mode de production qui succède à l'esclavagisme de l'Antiquité et précède l'économie capitaliste, et est souvent assimilé à la féodalité. Toutefois, si les deux termes ont été créés par les historiens, et employés un temps pour marquer le mépris d'une période antérieure, le terme « féodalisme » est plus récent.

## Base économique et structure sociale
Ce mode de production est pour les marxistes caractérisé par la prééminence de la campagne sur les villes, avec une classe de propriétaires terriens (nobles féodaux) exploitant une masse de paysans et de serfs, en théorie libres mais néanmoins attachés juridiquement à la terre qu'ils cultivent (et donc à leur seigneur propriétaire).
À la différence des sociétés de type dit « asiatique », les différents seigneurs féodaux sont propriétaires héréditaires de leur terre, cette propriété leur conférant leur statut de membre de la classe dirigeante et leur autorité ; alors que dans les sociétés de type « asiatique », le dirigeant local est généralement un fonctionnaire qui a obtenu sa fonction (non héréditaire) par désignation du pouvoir central – il n'est pas propriétaire et c'est son statut au sein de la hiérarchie (déterminé par sa performance en cours de carrière et par sa relation personnelle avec le pouvoir) qui détermine l'importance du territoire dont il aura charge, et non l'inverse.
Par conséquent, l'époque féodale se caractérise par un extrême morcellement du territoire et par une forte décentralisation, ainsi que par d'incessantes escarmouches entre féodaux voisins, le roi n'étant détenteur de son autorité que dans la mesure où chaque féodal lui a fait allégeance à titre individuel en tant que vassal (ainsi que les féodaux eux-mêmes inféodés à ce féodal, etc.). L'autorité du roi est donc quelque chose d'extrêmement précaire et ne vaut que tant que ses vassaux acceptent son autorité – les retournements d'alliance ne sont pas rares. La guerre entre deux pays à l'époque féodale est donc plus un conflit entre deux alliances rivales de féodaux, qu'entre deux nations à proprement parler (c'est notamment le cas lors de la guerre de Cent Ans).
En réalité, chaque féodal est seul maitre sur son propre territoire et est libre de prélever divers droits de douane, etc. sur les marchands qui traversent son domaine. Les serfs sont attachés à la terre de leur seigneur et n'ont pas le droit de la quitter sans son autorisation. Bien que formellement considérés comme libres, leur situation dans les faits n'est que peu différente de celle de l'esclave. La différence principale est que le serf se voit attribuer un lopin de terre par son seigneur qu'il est libre de cultiver comme il l'entend et dont il est libre de jouir du fruit – après s'être acquitté de diverses taxes envers les autorités seigneuriales et religieuses (dime). Le serf doit également souvent prester divers travaux sur la propriété du seigneur (corvée) en échange de son bail. De plus, la plupart des infrastructures locales appartiennent au seigneur et les serfs sont tenus de les utiliser en échange de nouvelles taxes (ces infrastructures sont dites « banales » : four banal, moulin banal, pressoir banal, etc.).
Dans les villes, le système féodal de liens de vassal à suzerain a son parallèle avec le lien personnel entre apprentis, compagnons et maitres des diverses corporations d'artisans et de commerçants. Le système d'attribution de la terre aux serfs a également son parallèle avec la réglementation de l'accès à la profession mise en place par les corporations, qui interdisent la pratique de leur métier à toute personne non membre de la corporation (ce qui nécessite d'avoir servi un certain temps au service d'un maitre en tant qu'apprenti avant de reprendre son atelier au moment de sa retraite ou de son décès). Cette dernière mesure est orientée en particulier contre les serfs ayant fui leur seigneur et cherchant à s'installer en ville. Ainsi, à l'époque féodale, le prolétariat est essentiellement constitué de journaliers engagés uniquement pour des travaux d'appoint occasionnels et ne jouant pas un rôle décisif dans la production, comme c'est le cas du prolétariat moderne[réf. nécessaire]. Afin de faire respecter leur loi, les corporations organisent leurs propres milices et corps armés, formant une sorte de « mini-État » urbain au sein de l'État féodal – ajoutant au morcellement du territoire et à la complexité générale du système. Le système féodal est donc également marqué par une rivalité et un jeu de pouvoir constants entre la classe féodale rurale et les « bourgeois » des villes.

## Pertinence et interprétation du concept
En tant que système, le féodalisme est un phénomène essentiellement européen, la classe féodale s'étant constituée à partir des divers groupes d'envahisseurs germaniques, slaves, etc. qui chacun se taillèrent leur fief au moment de la chute de l'empire romain. D'autres féodaux sont simplement descendants de grands propriétaires de villas romaines devenus de fait indépendants à la chute de l'empire romain. Le féodalisme dans sa forme « idéale » telle que décrite ci-dessus a de plus été fortement nuancé sous l'influence croissante de la bourgeoisie en son sein, surtout à partir de l'époque moderne, évoluant graduellement vers une société de plus en plus réglementée et centralisée, mais aussi plus libre, sous le pouvoir des « nouveaux monarques » puis de l'absolutisme royal, jusqu'à ce que la bourgeoisie se sente assez forte pour prendre le dessus, généralement par une révolution nationale (voir guerre de Quatre-Vingts Ans aux Pays-Bas, Première Révolution anglaise, Révolution française).
D'un autre côté, il semble que la société médiévale japonaise ait eu beaucoup de similitudes avec le féodalisme à l'européenne, plus que la société chinoise par exemple.
Historiquement, l'étude de la transition de l'« âge féodal » à l'« âge industriel » est antérieure aux historiens marxistes. On trouve cette idée déjà chez Augustin Thierry, historien du début du XIXe siècle, qui fut secrétaire du comte de Saint-Simon de 1814 à 1817. Saint-Simon fit de ces études historiques une interprétation probablement assez personnelle, que l'on retrouve un peu transformée chez Auguste Comte, sous la forme de la loi des trois états (théologique, métaphysique, positif), ainsi que dans le mouvement saint-simonien, qui influença directement le marxisme, via la branche de Saint-Amand Bazard.
Les expressions féodalition, féodalité, féodalisme, etc. peuvent être utilisées sans remettre exactement les événements dans leur contexte historique. Il peut y avoir dans certains cas une certaine forme d'historicisme dans l'emploi de ces termes (bien que l'historien Georges Duby emploie le terme féodalisme dans sa description des trois ordres à l'époque médiévale, sans pour autant que transparaisse de l'historicisme dans son approche).
D'autres historiens considèrent enfin que les diverses appellations « féodalisme », « esclavagisme » et « mode de production asiatique » ne sont que diverses variantes et nuances aux distinctions floues d'une même étape de développement sociétal, située entre le stade « (communiste) primitif » et l'époque « capitaliste ».

## Le féodalisme comme forme universelle d'interaction sociale
S'inspirant de la sociologie formelle Georg Simmel, Vladimir Shlappentokh considère le féodalisme non seulement comme une formation sociale historique, mais aussi comme une forme d'interaction particulière, répandue à travers toutes les époques qui n'a jamais complètement disparu, même à l'époque moderne. Elle résulte du besoin humain de protection et de la volonté des hommes de payer pour cette protection en faisant allégeance, en nature ou en argent. Dans cette perspective, les allégeances médiévales, les structures de dépendance dans l'économie souterraine, les régimes oligarchiques avec leurs vassaux, mais aussi les bandes mafieuses peuvent être considérés comme des formes d'interaction féodales. Le politologue et anthropologue Aaron B. Wildavsky avance des arguments similaires en constatant l'existence de structures féodales dans l'empire Kassites, dans le Moyen Empire d'Égypte et au Japon (jusqu'au 18e siècle). Shlapentokh et Woods postulent que les structures sociales et économiques qui s'écartent de l'idéal-type du féodalisme européen médiéval ne doivent pas être considérées comme des variantes de celui-ci, mais comme des formes mixtes de différents segments de société ou économie (libérales-capitalistes, autoritaires, etc.), qui peuvent coexister par exemple aussi bien aux Etats-Unis qu'en Russie. Cette approche est en contradiction avec les modèles de société systémiques, holistiques et intégratifs tels que ceux de Talcott Parsons ou Niklas Luhmann, tandis que l'hypothèse de sociétés ou d'économies "hybrides" est partiellement compatible avec le modèle marxiste (par exemple avec les théories Erik Olin Wright).